# Investiturstreit

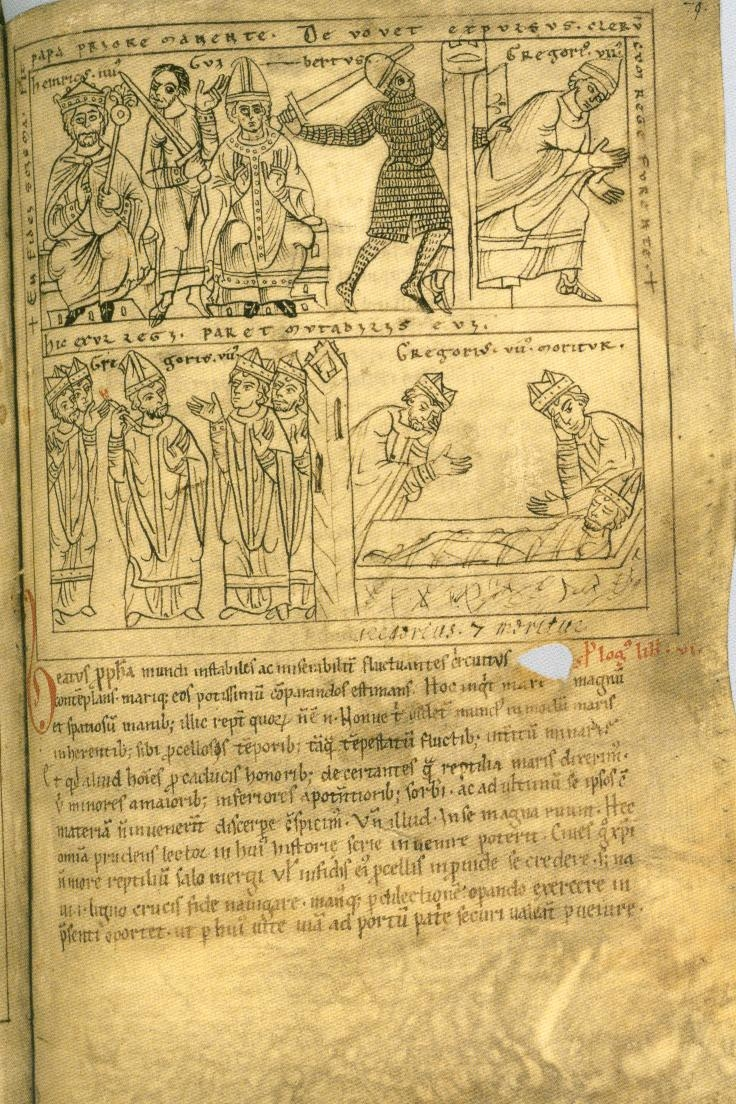
Otto von Freising, „Weltchronik“: Die Flucht Gregors VII. aus Rom 1084 (oben), Exil und Tod Gregors in Salerno 1085 (unten); 1177–1185, Jena, Thüringer Universitäts-Landesbibliothek: Ms. Bos. q. 6, fol. 79r.

Als Investiturstreit bezeichnet man seit dem 19. Jahrhundert eine Periode im 11. und 12. Jahrhundert, in der zwischen den Saliern und dem Reformpapsttum ein Streit über das Verhältnis von Sacerdotium (geistlicher Macht) und Imperium (weltlicher Macht) ausgetragen wurde. Der grundsätzlichen Frage nach der Investitur, also der Einsetzung der Äbte und Bischöfe, kam im Laufe der Auseinandersetzung eine entscheidende Rolle zu, allerdings erst nach dem im Jahr 1077 erfolgten Bußgang nach Canossa.
Der Machtkampf zwischen dem deutschen König Heinrich IV. (1056–1106) und dem Papsttum begann 1075, als Papst Gregor VII. (1073–1085) – Anhänger der radikalen römischen Reformpartei – die bisher gültige Ordnung in Bezug auf das Papsttum und das Kaisertum in Frage stellte. In der nachfolgenden Auseinandersetzung setzte Heinrich zunächst den Papst ab, der es ihm seinerseits gleichtat. Daraufhin wurde dem König von Seiten der Fürsten ein Ultimatum gestellt, entweder der König löse den über ihn verhängten Kirchenbann wieder, oder aber man werde zur Wahl eines neuen Königs schreiten. Um seine Handlungsfähigkeit wiederzuerlangen, zog Heinrich im Winter 1076/77 mit kleinem Gefolge nach Italien und harrte drei Tage lang vor der Burg Canossa aus, bis der Papst ihn schließlich wieder in die Gemeinschaft der Kirche aufnahm. Auf eine weitere Exkommunikation durch Gregor im Jahre 1080 reagierte Heinrich durch die Ernennung des Gegenpapstes Clemens III. († 1100). Im Jahr 1084 zog Heinrich mit seinen Truppen nach Italien, nahm die Heilige Stadt ein und ließ sich von dem Gegenpapst Clemens III. zum römischen Kaiser krönen. Es schien, als hätte Heinrich einen vollständigen Sieg errungen, doch der Triumph währte nicht lange. Bald schon wandten sich seine Söhne nacheinander gegen ihn, und auch die Reformer sammelten ihre Kräfte neu. Mit dem Aufruf zu einer bewaffneten Pilgerreise zu den Heiligen Stätten im Heiligen Land gelang es Gregors Nachfolger Urban II., sich als Speerspitze der Christenheit zu inszenieren. Heinrichs Sohn, der spätere Heinrich V., verbündete sich 1105 mit dem Papsttum, setzte seinen Vater fest und zwang ihn Ende Dezember 1105 zur Abdankung. Doch Heinrich konnte fliehen. Ein erneuter Waffengang schien unvermeidlich, da starb der Kaiser im August 1106 unerwartet in Lüttich. Der junge König setzte zunächst die Politik seines Vaters fort: er nahm Papst Paschalis II. gefangen und erzwang die Anerkennung der Laieninvestitur und seine Krönung. Bereits im Folgejahr wurden diese Zugeständnisse auf einem Römischen Konzil annulliert.
Erst 1122 lenkte Heinrich im Streit mit dem Papst endgültig ein. Mit dem Pactum Calixtinum sive Heinricianum – seit Ende des 17. Jahrhunderts auch Wormser Konkordat genannt – verzichtete der Salier auf die Investitur mit Stab und Ring, behielt sich aber ein Mitspracherecht vor. Die Gewährung der Investitur für die zeitlichen Güter blieb auch weiterhin dem Kaiser vorbehalten. Damit endete nach der traditionellen Geschichtsschreibung der Investiturstreit, auch wenn der Streit zwischen Sacerdotium und Imperium bis weit in das 14. Jahrhundert hinein immer wieder aufflammen sollte. In anderen Staaten, wie Frankreich und England fanden etwas versetzt zu der Auseinandersetzung im Heiligen Römischen Reich ähnliche Konflikte statt, die dort aber wesentlich weniger heftig geführt wurden. 1106 erreichte der lange exkommunizierte französische König Philipp I. eine Einigung mit dem Papst, ein Jahr später dann auch der englische König Heinrich I. aus dem Haus der Rolloniden.

## Die Begriffe „Investitur“ und „Investiturstreit“
Unter dem Begriff „Investitur“, vom lateinischen Begriff investire – bekleiden, einkleiden – wird im Kontext des europäischen Mittelalters ein „formale[r] Akt [verstanden], durch den ein Laie oder Kleriker mit Rechten und Besitzungen ausgestattet oder in ein Amt eingesetzt wurde“. Der Akt selbst gab keinesfalls ein einheitliches Bild ab, vielmehr war es ein Spektrum unterschiedlicher Handlungen. Weder gab es einheitliche Symbole, noch folgte der Akt einem bestimmten zeremoniellen Ablauf. Die Sphäre des geistlichen Rechts war ebenso berührt wie die Sphäre des Weltlichen Rechts, die des Zeremoniells oder jene der Liturgie. Erschwerend für die moderne Forschung kommt außerdem hinzu, dass die mittelalterlichen Autoren keinen dem heutigen Begriff „Investitur“ voll entsprechenden Begriff für diese im Mittelalter gängige Handlung kennen.
In den Vorformen des frühmittelalterlichen Lehnswesens war es üblich, die Übergabe von Kirchen oder Ländereien vom Herrn zum Vasallen mit einer symbolischen Handlung – wie der Übergabe von Glockenseilen, Halmen, Altartüchern, Erdschollen oder Schlüsseln – Ausdruck zu verleihen. Dafür wurde der lediglich in der Verbform vorliegende Begriff investire genutzt. Um die Wende zum 11. Jahrhundert übertrug sich der Begriff dann auch auf die kirchliche Amtseinweisung, die zuvor häufig als donum regis bezeichnet worden war. Um die Mitte des 11. Jahrhunderts entstand im Umkreis der Kirchenreformer dann der Begriff investitura für diesen Einsetzungsakt, der jedoch nicht als deckungsgleich mit dem modernen Begriff „Investitur“ angesehen werden kann.
Bei der Einsetzung von Geistlichen bedienten sich die deutschen Herrscher seit Heinrich III. (1039–1056) der Symbole Ring (anulus) und Stab (häufig baculus pastoralis)., die auch bei der Weihe Anwendung fanden. Als Kleriker galten die Könige und Kaiser trotz ihrer Salbung und Segnung aber dennoch nicht. Ab Mitte des 11. Jahrhunderts wurde im Kreise der Kirchenreformer daher die Vorstellung populär, es handle sich bei der Investitur um eine offenkundige „Usurpation geistlicher Symbole“, obgleich die Symbole gewissermaßen mehrdeutig waren und auch weltliche Macht symbolisierten. So wird erklärlich, weswegen sich diese Symbole für die Einsetzung von Geistlichen durch die weltlichen Herrscher „eigneten und übernommen werden konnten, ohne von vornherein als geistliche Zeichen zu gelten“.
Schon bald nach der Beilegung des Konflikts im sogenannten „Wormser Konkordat“ von 1122 (in dem sich der Kaiser dazu bereit erklärte, auf die Investitur mit Ring und Stab zu verzichten). und der innerkirchlichen Anerkennung des Friedensabkommens auf der Fastensynode vom März 1123 bedienten sich einige zeitgenössische Autoren, darunter auch der englische Geschichtsschreiber Wilhelm von Malmesbury († um 1143), des heute noch gebräuchlichen Begriffs „Investiturstreit“ (investiturae controversia), um die gerade erst beendete Kontroverse zwischen Sacerdotium und Imperium zu beschreiben. Damit „rückten [sie] das Investiturproblem als den gesamten Konflikt dominierend in Vordergrund“, obgleich der Investiturfrage im Streit zwischen Kaisertum und Papsttum erst in einer späten Phase des Streits eine besondere Bedeutung zugekommen war. und Papst „Calixt II. […] eine andere Deutung fixiert sehen [wollte]“.

## Ursachen

### Eigenkirchenrecht und Reichskirchensystem
Bereits im fränkischen Reich besaßen die fränkischen Könige das Recht auf Einsetzung der Bischöfe und Äbte. Dieses Recht begründeten sie mit dem Eigenkirchenrecht, das einem Grundherrn mit Gotteshäusern auf seinem Gebiet erlaubte, auf deren Verwaltung Einfluss zu nehmen. Ab dem 10. Jahrhundert bemühten sich die Nachfolger der Karolinger im Ostfrankenreich um eine Fortsetzung der Politik ihrer Vorgänger, die „stets nach eigenem Ermessen über die Bischofssitze verfügt [hatten]“., aber auch um eine engere Kopplung der Reichs- und Kirchenverwaltung aneinander. Maßgebliche Schritte in diesem Bestreben waren die Einrichtung der Hofkapelle durch König Heinrich I., die Äbte und Bischöfe in die Verwaltung des Reichs einbezog, sowie die Schöpfung des (heute) sogenannten „ottonisch-salischen Reichskirchensystems“ durch Otto I. aus dem Haus der Liudolfinger. Der Begriff suggeriert, dass „mit diesem System schlagartig und planmäßig Neues geschaffen worden [ist]“., tatsächlich war es jedoch nur das Ausformen, Ausstrukturieren und Ausgestalten von „Althergebrachte[m] und längst selbstverständlich Gewordene[m]“. Das Ziel der Liudolfinger war es gewissermaßen, die Bischöfe zu gefälligen Werkzeugen im Kampf gegen ihre Widersacher umzuformen. Hierfür erweitert Otto und seine Nachfolger die Befugnisse, Privilegien und Territorien der geistlichen Herren erheblich und banden die Bischöfe damit und durch gezielte Ernennungen stärker an die königliche Macht. Einige wenige Kleriker verurteilten dieses Handeln bereits im 10. Jahrhundert, insgesamt war die ottonische Kirchenpolitik unter den Klerikern jedoch allgemein akzeptiert, wobei Otto I. besonders seine Fortschritte in der Slawenmission zugutekamen. Der große Konflikt zwischen Sacerdotium und Imperium sollte erst unter den salischen Herrschern über Mitteleuropa hereinbrechen.

### Der Weg zum Konflikt – die Kloster- und Kirchenreform

#### Die lothringisch-burgundische Klosterreform
Ab dem frühen 10. Jahrhundert kam ausgehend von lothringischen Gorze und dem burgundischen Cluny eine Erneuerungsbewegung auf, die schon bald die ganze westliche Christenheit erfassen sollte. Diese Bewegung kennt man heute meist unter dem Namen „cluniazensische Reform“., oder auch „lothringisch-burgundische Klosterreform“. Das primäre Ziel der Klosterreform war es, das Klosterleben, das unter dem Zusammenbruch des Frankenreichs, den Einfällen zahlreicher Fremdvölker, den Bürgerkriegen unter den Söhnen Ludwigs des Frommen und übergriffigen Laienäbten schwer gelitten hatte, neu zu ordnen und zu regeln. Das Gemeinschaftsleben wurde streng reglementiert und am Gottesdienst ausgerichtet. Dieser trat ins Zentrum klösterlichen Lebens, wohingegen die Handarbeit stark in den Hintergrund trat. Dies stand gewissermaßen im Widerspruch zu den Benediktinerregeln, denen an einem Gleichgewicht zwischen Arbeit und Gebet gelegen war. In der Abtei Cluny verstand man eine Abtei hingegen als eine „vollkommen funktionierende Gebetsgemeinschaft“. Die Mönche verrichteten hier keine körperliche Arbeit im eigentlichen Sinne. Stattdessen waren für sie täglich sechs bis sieben Stunden des Gebets vorgesehen. Die Ideen Clunys und Gorzes verbreiteten sich schnell in ganz Europa. Bald schon gab es in ganz Westeuropa, in Nordspanien und Italien, ebenso wie in England und Frankreich, überall Klöster, die Cluny unmittelbar unterstanden. Zu Hochzeiten unterstanden dem zentralistischen Klosterverband weit mehr als 1000 Klöster. Mancherorts mischten sich die eigenen Reformbewegungen anderer Klöster auch mit den Reformbestrebungen der lothringisch-burgundische Klosterreform.

#### Die Kirchenreform und die deutschen Herrscher

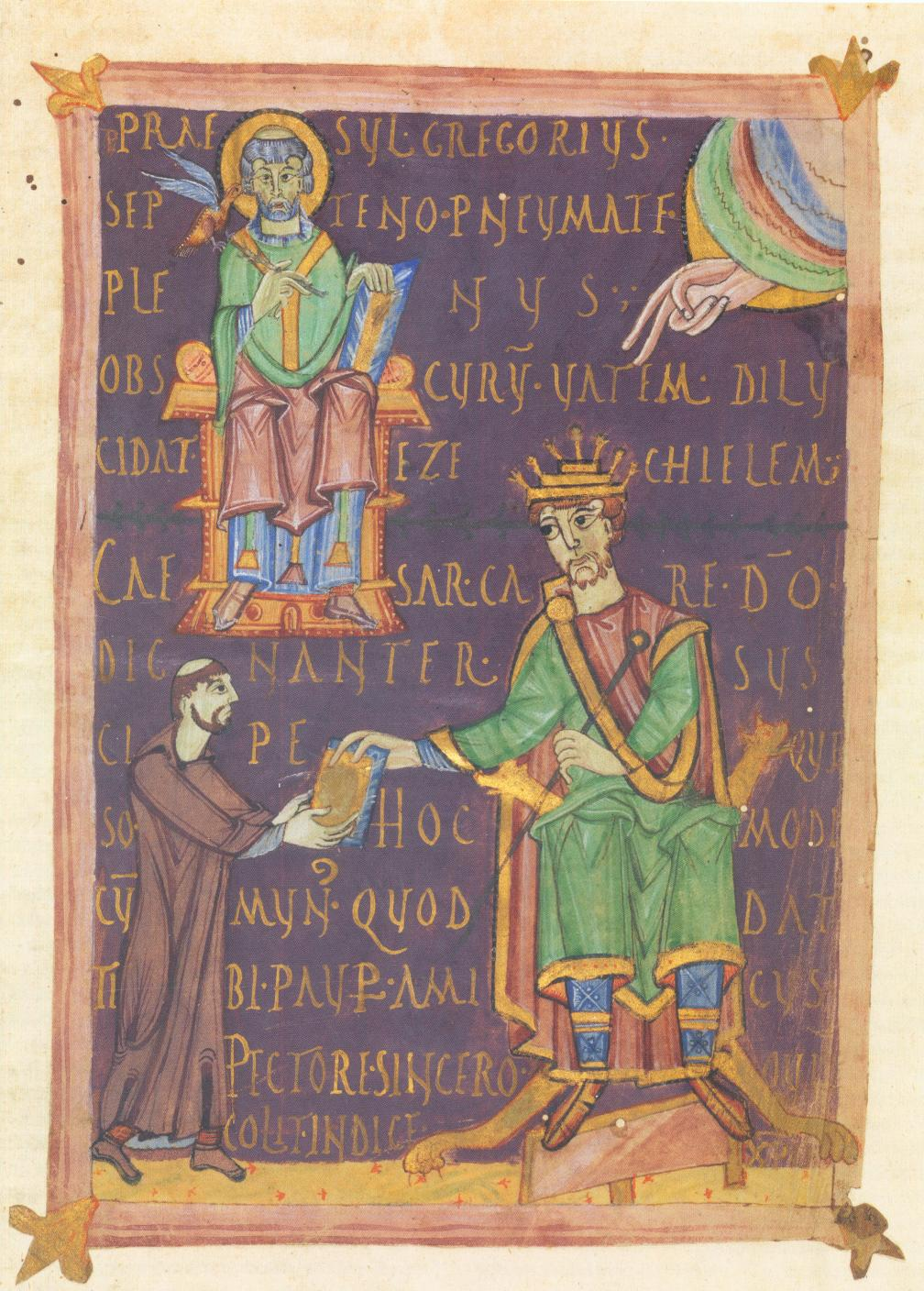
Dedikationsbild mit Papst Gregor dem Großen (590–604) und einem thronenden Herrscher, vermutlich Heinrich II. Ein Mönch überreicht ihm den Codex, Gregor der Große; Homiliae in Ezechielem, Süddeutschland, erstes Viertel 11. Jahrhundert, Staatsbibliothek Bamberg: Msc. Bibl. 84, fol. 1av.

Im Laufe der Zeit wurde die Klosterreform zunehmend auch zu einer Kanonikerreform, was auch mit personellen Überschneidungen zu tun hatte. Hier erfolgte die Reform nach den sogenannten Aachener Regeln. Insbesondere unter Heinrich II. (1002–1024) erfuhren diese Reformbestrebungen großzügige Förderung von Seiten der Krone. Der Ottone erhoffte sich aus seiner Kirchenpolitik, die im Grunde nur die Politik seiner Vorgänger fortsetzte, eine Stärkung der Königsmacht gegen die Macht der Herzöge. Teilweise dürfte es aber auch ein religiöser Eifer gewesen sein, der Heinrich zu Entscheidungen zu Gunsten der Reform brachte, denn „er achtete bei seinen Bischofskandidaten nicht nur auf deren politische Zuverlässigkeit, sondern auch auf ihre geistliche Qualität“. Neu war insgesamt der Umfang der Förderung, der den Umfang jener seiner Vorgänger deutlich übertraf. Im Jahr 1022 verordnete Heinrich auf dem Konzil von Pavia eine „Besserung für die ganze Kirche“ in Bezug auf den Priesterzölibat. Nach dem Tod des kinderlosen Heinrichs im Juli 1024, fiel die Königsmacht im römisch-deutschen Reich 1024 den Saliern zu. Der neue König, Konrad II. (1024–1039), ordnete die Belange der Kirche klar seinen eigenen Machtinteressen unter und nutzte die Vergabe von Bischofssitzen gegen Geld als günstige Einnahmequelle. Gleichwohl begegnete er der Kirchenreform aber auch nicht mit völliger Gleichgültigkeit, was die Einberufung der Synode von Tribur belegt.
Diese Vergabe von Bischofssitzen gegen die Zahlung von Geld wurde von den Reformern mit großem Argwohn betrachtet, galt sie ihnen doch als eine verbrecherische Handlung, die mit aller Kraft zu unterbinden sei. Die Handlungsweise Konrads zog daher eine scharfe Verurteilung nach sich. Der bedeutende Kardinal und Schriftsteller Humbert von Silva Kandida († 1061), richtete nach dem Tod Heinrichs in seiner Schrift Gegen die Simonisten (nach 1057) scharf über Konrad und alle „Simonisten“, lobte aber auch die Bemühungen Heinrichs, den Ämterkauf zu unterbinden. Er schrieb hierzu: „Noch bewahrt es das Gedächtnis vieler Menschen auf, wie von den Zeiten der Ottonen bis auf Heinrich [III.], den Sohn Konrads [...], erneut die Unsitte des Verkaufs [von Bistümern] in Ganz Germanien, Gallien und Italien gewütet hat. Dieser Kaiser [Heinrich III.] drängte sich in seinen Tagen dieses fürchterliche Verbrechen wenigstens ein wenig von sich und Klerikern in dem ihm überantworteten Reich zurück, und er war beharrlich es ganz auszurotten. Aber mitten in diesem Herzenswunsch ereilte ihn ein vorzeitiger Tod.“
Im Gegensatz zu seinem Vater war Heinrich (1039–1056) ein überzeugter Unterstützer der Kirchenreform. Bei der Einsetzung der Bischöfe achtete er ebenso wie Heinrich II. nicht nur auf die politische Zuverlässigkeit, sondern auch auf deren Eignung in sittlicher und moralischer Hinsicht. Er sah es außerdem als des Königs Aufgabe an, die chaotischen Zustände innerhalb der römischen Kirche neu zu ordnen, wo 1045 gerade drei miteinander konkurrierende Päpste (Benedikt IX., Gregor VI. und Silvester III.) um den Papstthron stritten. Heinrich ließ alle drei Päpste absetzen und durch Bischof Suitger von Morsleben ersetzen, der sich fortan Clemens II. (1046–1047) nannte. Bereits kurz nach seiner Inthronisierung krönte der neue Papst Heinrich zum Kaiser. Im Oktober 1056 verstarb Heinrich mit gerade einmal 38 Jahren in der Pfalz Bodfeld. Sein Nachfolger wurde sein sechs Jahre alter Sohn Heinrich IV., der ein schweres Erbe antreten sollte, denn die Großen des Reiches machten sich daran aufzubegehren und in Rom war 1049 die Reformpartei an die Macht gelangt, deren primäres Ziel es war, „die kirchliche Ordnung zu einer unabhängigen Ordnung zu machen, […] den weltlichen Herren die Ernennung der Bischöfe, Äbte und Pfarrer zu entreißen und die Laieninvestitur auf die Gewährung der weltlichen Dinge zu beschränken“. Damit geriet die erstarkte Reformpartei geradezu gezwungenermaßen in Opposition zum Kaisertum. Zwar unterhielt Leo IX. (1049–1054) noch gute Beziehungen zum Kaiser, doch der innere Widerspruch sollte schon bald offen zutage treten. Dies geschah im Jahr 1058, als mit Gerhard von Burgund, der sich ab Januar 1059 Nikolaus II. (1058–1061) nannte, die radikalen Reformer über die Gemäßigten triumphierten.

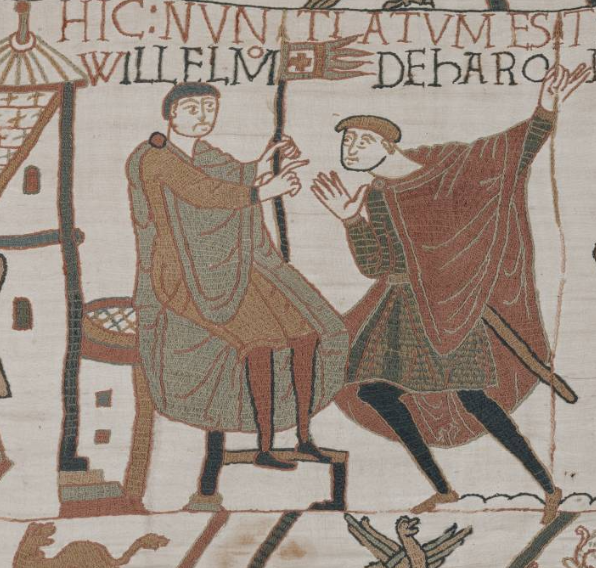
Szene 46 auf dem Teppich von Bayeux zeigt Wilhelm († 1087) mit einem Banner in seiner Rechten, bei dem es sich gemäß Lucien Musset um das 1066 von Papst Alexander II. übersandte Petrusbanner handeln könnte. 1063 hatten auch die Normannen Italiens solch eine Fahne vom Papst erhalten. Damit wurde die Eroberung Süditaliens zu einem heiligen Auftrag. Bayeux, um 1070, Centre Guillaume le Conquérant

Der neue Papst begann zugleich damit, den politischen Kurs des Papsttums neu auszurichten – das bedeutete hauptsächlich den Einfluss des römischen Königtums beziehungsweise des Kaisertums auf das Papsttum zu schwächen. Hierfür wurde die Papstwahl neu geregelt. Ferner versuchte Nikolaus II. die süditalienischen Normannen, gegen die Papst Leo IX. noch 1053 eine schwere Niederlage hatte hinnehmen müssen, als neue Verbündete und Gegengewicht zum römischen Königtum zu gewinnen. Dies führte in der Folge zu erheblichen Verstimmungen zwischen Kaisertum und Papsttum.

### Das Cadalus-Schisma
Im Juli 1061 verstarb Nikolaus II. und die Reformer wählten Anfang Oktober desselben Jahres Anselm von Lucca, der sich fortan Alexander II. (1061–1073) nennen sollte, zum neuen Papst. Die salische Königsmacht war an dieser Wahl nicht mehr beteiligt. Auf Drängen des römischen Adels und einiger lombardischer Bischöfe die bestrebt waren die unliebsamen Reformer zurückzudrängen, bestimmte Kaiserin Agnes (1056–1061), die Mutter Heinrichs IV., die für ihren noch unmündigen Sohn nach dem Tod Heinrichs III. die Regierungsgeschäfte des Reichs übernommen hatte., Ende Oktober den Basler Bischof Cadalus von Parma, der sich von nun an Honorius II. († 1071 oder 1072) nannte, zum (Gegen-)Papst. Damit standen Agnes, die ebenso wie ihr Ehemann lange ein eifriger Förderer des Reformpapsttums gewesen waren, nun in einer geradezu paradoxen Opposition zu diesem. Das Schisma währte nicht lange, denn Honorius gelang es nicht, sich gegenüber seinem Gegner durchzusetzen. Ende Mai 1064 wurde er auf einer Synode in Mantua, auf Bestreben Annos von Köln, Hildebrands und Pertrus Damiani, in Abwesenheit verurteilt, womit das Schisma sein Ende fand. Gemäß Lampert von Hersfeld († zwischen 1082 und 1085) gab das sogenannte Cadulus-Schisma den letzten Anstoß für die Entmachtung der Kaiserin im Jahre 1061 durch die unzufrieden deutschen Bischöfe, Fürsten und Adligen.

## Verlauf
Eigentlicher Auslöser des Streits zwischen dem römischen Königtum, bzw. Kaisertum und dem Papsttum, der später als „Investiturstreit“ bekannt werden sollte, war eine Meinungsverschiedenheit in Bezug auf die Besetzung des Amtes des Erzbischofs von Mailand.

### Der Mailänder Bischofsstreit
Mitte der 50er Jahre des 11. Jahrhunderts kämpfte in Mailand eine radikal reformerische Gruppe aus Laien und Klerikern, die von ihren Gegnern als Pataria – „Lumpenpack“ – bezeichnet wurden, mit Unterstützung der römischen Reformpartei gegen die Lebensführung des Erzbischofs Wido, der daneben auch Stadtherr war, und weiterer hochrangiger Kleriker, die ihr Ehe- und Familienleben, sowie ihren materiellen Reichtum standesbewusst und offen zur Schau trugen. Die römische Reformpartei versuchte durch die Unterstützung der Patarener – denen Alexander II. 1063/64 sogar ein Petersbanner zugesendet hatte. – das eigenwillige Erzbistum der Autorität des Papsttums zu unterwerfen. Nachdem es Erlembald – dem Anführer der Patarener – gelungen war, eine Exkommunikation Widos zu erwirken, legte dieser schließlich sein Amt nieder. Dies führte zu großer Verärgerung beim deutschen Herrscher Heinrich, denn Wido war der von seinem Vater Heinrich III. investierte Repräsentant salischer Kirchenhoheit in Norditalien. Seine Absetzung konnte folglich als ein Anschlag der Reformer auf die königliche Macht in Norditalien betrachtet werden.
Aufgrund dessen verlor Heinrich auch keine Zeit, nach dem Tod Widos, in Eintracht mit dem hohen Mailänder Adel den Adeligen Gottfried, der von Wido für seine Nachfolge vorgesehen worden war, 1070/71 als neuen Erzbischof der Stadt einzusetzen. Die Pataraner setzten Heinrich hingegen einen Kleriker niederer Herkunft mit dem Namen Atto entgegen. Der Papst unterstützte diese Wahl Attos, indem er mehrere an der Erhebung Gottfrieds beteiligten Räte Heinrichs auf der Fastensynode vom März 1073. exkommunizieren ließ. Nachdem Alexander am 21. April 1073 verstorben war, trat mitten in den Mailänder Konflikt ein neuer Protagonist: Noch während der Beisetzung Alexanders am Tag nach seinem Tod wurde Erzdiakon Hildebrand, welcher sich fortan Gregor VII. nannte, im Zuge einer tumultartigen Akklamation durch das Volk zum Römischen Papst erhoben. Am Sonntag, dem 30. Juni wurde er schließlich inthronisiert. In seiner Amtszeit (1073–1085) sollte die Rolle des Papsttums eine fundamentale Wandlung erfahren. Wie kein anderer Papst vor ihm war er vom „absoluten Primat des Papstes“. in der Christenheit überzeugt. Im sogenannten Dictatus papea (Frühjahr 1075), das gewissermaßen eine Art interne Denkschrift oder Grundsatzpapier war., beleuchtete er seine Vorstellungen von der Rolle und Ordnung des römischen Königtums, beziehungsweise Kaisertums, zum Papsttum. und „[legte] die Grundsätze seiner päpstlichen Herrschaft fest [...]“. So sei beispielshalber ein Irrtum der römischen Kirche ausgeschlossen (Satz 22), der Papst könne den Kaiser absetzen (Satz 12) und all jene die ihm einen Treueid geschworen haben von diesem entbinden (Satz 27) Dennoch war die Haltung Gregors zu Heinrich noch im Juli grundsätzlich versöhnlich.

### Die Auseinandersetzung von der Bannung des Königs bis zum Bußgang nach Canossa

#### Päpstliche Drohgebärden

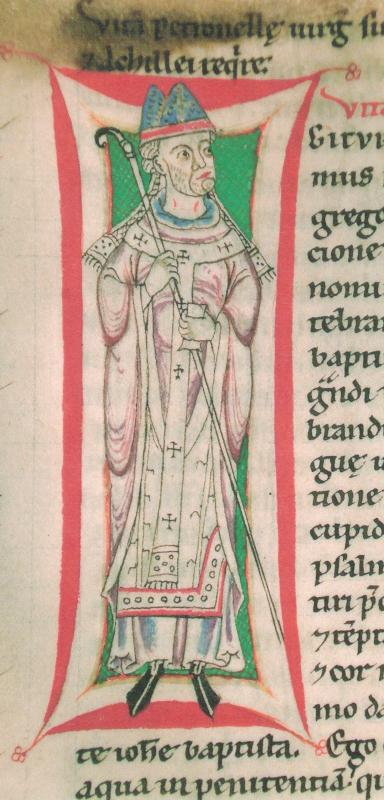
Darstellung Gregors VII. Beginn der Vita Gregorii VII. Pauls von Bernried; erste Hälfte 12. Jahrhundert, Heiligenkreuz, Stiftsbibliothek: Cod. 12, fol. 181v.

Im Herbst 1075. setzte Heinrich noch einmal einen neuen Bischof in Mailand ein, diesmal ein Mitglied seiner Hofkapelle, nachdem sich die Mailänder im Juni desselben Jahres der Herrschaft der Pataraner entledigt hatten. Zudem griff er zu dieser Zeit auch ganz direkt in den Wirkungsbereich des Papstes ein, indem er für Spoleto und Fermo – Diözesen die dem Papst unmittelbar unterstellt waren – neue Bischöfe ernannte. Gregor reagierte auf diese unerhörte Provokation „prompt und unmißverständlich“. In einer mündlichen Botschaft drohte er dem König mit der Exkommunikation, nachdem er ihn im Dezember bereits schriftlich zum Gehorsam aufgefordert hatte. Hier spielte auch die Tatsache eine Rolle, dass der junge König noch immer mit jenen Räten verkehrte, die von Alexander II. gebannt worden waren.

#### Die beidseitige Verurteilung von 1076 und ihre Folgen
Durch diese Drohung sah sich Heinrich IV. in seiner Königswürde angegriffen und reagierte darauf, indem er am 24. Januar 1076 in Worms einen Hoftag versammeln ließ, auf dem er eine Anklage und Verurteilung des „Bruder Hildebrand“ erwirken konnte. In einer für die Öffentlichkeit gedachten Schrift bezeichnete er ihn als „Mönch“ und „Eindringling“ sowie als „hinterhältigsten Feind des römischen Gemeinwesens“. Möglich wurde dies durch die ablehnende Haltung der Kleriker der salischen Reichskirche gegen die Reformbestrebungen des Papstes, die sich von Rom aus so behandelt fühlten als seien sie nicht viel mehr als Gutsverwalter. Zudem hatten die zahlreichen willkürlichen Beschuldigungen, Vorladungen und Urteile aufgrund tatsächlicher oder vermeintlicher „simonistischer Umtriebe“ bei den deutschen Klerikern zu großem Unmut geführt. Dennoch kann ein gewisser Druck von Seiten des Königs nicht völlig ausgeschlossen werden. Zusammen mit 26 Bischöfen, der Mehrheit des deutschen Episkopats, forderte Heinrich den Papst auf, vom Stuhle Petri herabzusteigen, da seine Erhebung illegal gewesen sei. Heinrich legitimierte diese Amtsenthebung mit seiner Funktion als Patricius Romanorum und stellt klar, dass er seine Herrschergewalt nicht etwa vom Papst, sondern von Gott selbst erhalten habe. Die Bischöfe Oberitaliens schlossen sich auf einer Synode in Piacenza dem Urteil der deutschen Bischöfe an.
Die Botschaft vom päpstlichen Urteil und seiner Unterstützung durch die Bischöfe Norditaliens gelangte noch rechtzeitig zur römischen Fastensynode vom Februar 1076. Gregor veranlasste die öffentliche Verlesung des Briefes und ließ die an seiner Verurteilung beteiligten Bischöfe umgehend suspendieren und exkommunizieren. Außerdem erklärte er den König für abgesetzt, sprach über ihn den Bann aus und befreite all seine Untertanen vom Treueid. Damit griff Gregor VII. zu einer bisher nie da gewesenen Maßnahme. Zwar war zehn Jahre zuvor bereits der angelsächsische König Harold II. von Alexander II. exkommuniziert worden., einem römischen Herrscher die Regentschaft über sein Reich abzusprechen und eine Exkommunikation über ihn auszusprechen, war jedoch ein absolutes Novum. Das Echo in der Christenheit war entsprechend groß, beim Volk ebenso wie bei den geistlichen und weltlichen Herren. Der päpstlich gesonnene Zeitgenosse Bonizo von Sutri (†1094 oder 1095) schreibt dazu: „Als die Kunde vom Bann des Königs dem Volk in die Ohren drang, erzitterte unser ganzer römischer Erdkreis.“. Nicht weniger drastisch äußert sich der prosalische Bischof Benzo von Alba († um 1089): „Die ganze Hölle spieh er [= Gregor] aus ..., verwirrte die Erde, die Meere, die heiligen Stätten. Zu dem wie uns flüchten sollten, den wagte er zu schlagen: den Fürst der Fürsten, der das Band des Gesetzes in den Händen hält.“.
Die Absetzung Heinrichs begründete Gregor damit, dass Heinrich sich gegen die kirchlichen Hoheitsrechte aufgelehnt habe und somit kein König mehr sein könne. Die Frage der Investitur war zu diesem Zeitpunkt noch nicht von größerem Belang und fand in dem päpstlichen Schreiben daher auch keine Erwähnung. Sie sollte erst später an Bedeutung gewinnen. Dass Gregor sich zu einem solchen Akt durchaus legitimiert sah, war bereits im Dictatus papae durch die Hervorhebung der päpstlichen Binde- und Lösegewalt deutlich geworden. Gregor veranlasste zugleich die Verbreitung der Nachricht von der Absetzung und Exkommunikation des Königs an die Gesamtheit der Gläubigen. Der König ließ daraufhin den Papst durch Bischof Wilhelm von Utrecht († 1076) exkommunizieren, was jedoch nicht verhindern konnte, dass seine Position in rasanter Geschwindigkeit zusammenbrach. Der Papst hatte den Bischöfen die Möglichkeit gewährt, wieder in ihre Ämter eingesetzt zu werden, sofern sie Reue zeigten, was viele Bischöfe dazu brachte, ins päpstliche Lager überzuwechseln. In der Folge bildeten sich drei Parteien. Eine unterstützte die Absetzung des Königs, eine andere die des Papstes und eine relativ große Dritte versuchte einen Ausgleich zwischen dem König und dem Papst herzustellen. Nach ihrer Auffassung war dafür jedoch die Aufhebung des von Gregor über Heinrich verhängten Banns vonnöten.
Schon bald nach seiner Exkommunikation sah sich Heinrich mit einer starken Fürstenopposition konfrontiert. Nachdem in Sachsen ein erneuter Aufstand losgebrochen war, sammelten seine zahlreichen Feinde ihre Kräfte und bezogen Stellung gegen ihn. Allmählich begann man, über die Wahl eines neuen Königs nachzudenken. Die von den süddeutschen Herzögen Welf, Bertold und Rudolf von Rheinfelden geführte Fürstenopposition kam daher im Oktober 1076 in Tribur am Rhein zusammen, um über die Autorität des Königs zu beraten. Anwesend waren auch die beiden päpstlichen Legaten, Siegehard von Aquileja und Altmann von Passau. Heinrich lagerte derweil in Oppenheim auf der gegenüberliegenden Rheinseite. Nach längeren Verhandlungen einigte man sich auf eine neuerliche Zusammenkunft im Februar 1077 in Augsburg, zu der auch der Papst geladen wurde. Sollte Heinrich bis dahin nicht vom Bann losgesprochen worden sein, werde man zur Wahl eines neuen Königs schreiten und Heinrich für abgesetzt erklären. Weiterhin musste sich der König dazu verpflichten, die Amtsenthebung des Papstes zu widerrufen und ihm Gehorsam und Genugtuung zu leisten. Das geplante Zusammentreffen Gregors mit der Fürstenopposition im Februar 1077 in Augsburg, bei welchem er über Heinrich Gericht halten sollte, wusste Heinrich zu verhindern. Um den Papst noch vor dessen Treffen mit den abtrünnigen Fürsten abzufangen, brach Heinrich im Dezember 1076 mit Frau, Kind und Gefolge nach Italien auf.

### Die weitere Entwicklung der Auseinandersetzung vom Bußgang nach Canossa an bis zu Tod Gregors VII.

#### Der Bußgang nach Canossa und seine Folgen
Da die süddeutschen Herzöge die anderen Alpenpässe versperrten, wählte der König den Weg über den Mont Cenis, dessen Überquerung sich jedoch aufgrund des vergleichsweise strengen Winters als schwierig erweisen sollte. Heinrichs Ankunft in Norditalien war von Begeisterungsstürmen der weltlichen und geistlichen Großen begleitet. Es ist davon auszugehen, dass die norditalienischen Städte Heinrich bei einem Waffengang gegen Gregor gefolgt wären. – doch Heinrich hatte anderes im Sinn. Nachdem Gregor VII. von der Ankunft Heinrichs und seines Gefolges in Norditalien erfahren hatte, zog er sich auf die Burg Canossa der ihm wohlgesinnten Markgräfin Mathilde von Tuszien zurück. Unterhändler wurden zum Papst entsandt, welche die Bedingungen für die Aufhebung des Bannfluches aushandeln sollten. Gregor zeigte sich zunächst wenig kompromissbereit, stimmte dann aber zu, dem König die Absolution zu gewähren, sollte dieser aufrichtige Reue zeigen und sich dazu bereit erklären, dem Heiligen Stuhl fortan zu gehorchen. Am Festtag der Bekehrung des Heiligen Paulus – oder drei Tage vor diesem – zog Heinrich IV. barfüßig und lediglich im Büßergewand vor die Tore der Burg und erflehte auf rührende Weise die Aufhebung seines Bannes, die er schließlich, drei Tage später, am 25. oder 28. Januar 1077 durch die Fürsprache Hugos von Cluny, und Markgräfin Mathilde vom Papst erwirken konnte. Gregor selbst schildert die Ereignisse folgendermaßen:
„Vor den Burgtoren harrte der König drei Tage lang ohne jeden königlichen Prunk auf Mitleid erregende Weise aus, nämlich barfuß und in wollener Kleidung, und ließ nicht eher ab, unter zahlreichen Tränen Hilfe und Trost des apostolischen Erbarmens zu erflehen, bis er alle Anwesenden, zu denen diese Kunde gelangte, zu solcher Barmherzigkeit und solchem barmherzigen Mitleid bewog, daß sich alle unter vielen Bitten und Tränen für ihn verwandten und sich über die ungewohnte Härte unserer Gesinnung wunderten; einige klagten, in uns sei nicht die Festigkeit apostolischer Strenge, sondern gewissermaßen die Grausamkeit wilder Tyrannei.“.
Diese rechtfertigende Darstellung der Ereignisse gegenüber den deutschen Fürsten zeigt, dass es Heinrich gelungen war, „mit seiner Selbstdemütigung einen politischen Tageserfolg [zu] err[i]ngen“., und Gregor im Grunde seine Entscheidungsgewalt verloren hatte. Gregor versuchte jedoch weiter den Eindruck zu erwecken, dass die endgültige Entscheidung eigentlich immer noch in der Schwebe läge, sodass seine Anwesenheit in Deutschland sowie der fürstliche Rat trotz der Bannaufhebung auch weiterhin nötig seien. Gregor war es bei der Gewährung der Absolution zudem gelungen, Heinrich einen Eid leisten zu lassen, indem der König sich dazu bereit erklärte, sich einem Schiedsgericht und dem Urteil des Papstes zu stellen und dem Papst freies Geleit zu gewähren

Mathilde von Tuszien und Hugo von Cluny als Fürsprecher Heinrichs IV.; Vita Mathildis des Donizio, 1114, Vatikanstadt, Bibliotheca Apostolica Vaticana: Ms. Vat. lat. 4922, fol. 49v.

Heinrich hatte durch den Bußakt stark an Ansehen und Würde verloren. Bereits die Zeitgenossen akzeptierten zwar einerseits die durch den Bußakt zum Ausdruck gebrachte Frömmigkeit des Königs, andererseits sahen sie es jedoch als unwürdig an, „daß der König um eines augenblicklichen Vorteils willen eine Kehrtwendung vollzogen hatte“. Obgleich es Heinrich gelungen war, einem Bündnis aus dem Reformpapsttum und der Fürstenopposition im Reich zuvorzukommen., trat im Reich nicht die von ihm erhoffte Entspannung ein. Im März 1077 wählten die Herzöge von Kärnten und Bayern, mit den Erzbischöfen von Mainz, Salzburg und Magdeburg und weiteren Bischöfen in Forchheim einen neuen König. Dabei waren auch zwei päpstliche Legaten anwesend. Die Wahl fiel auf den schwäbischen Herzog Rudolf von Rheinfelden, da dieser mit dem salischen Geschlecht in enger verwandtschaftlicher Verbindung stand. Dieser musste jedoch zuvor versprechen, die freie, kanonische Wahl der Bischöfe zu garantieren und auf eine Erbfolge zu verzichten. Der König sollte auch in Zukunft durch eine Wahl bestimmt werden. Am 26. März wurde Rudolf durch Erzbischof Siegfried von Mainz geweiht und gekrönt. Bereits die Krönung stand unter schlechten Vorzeichen, denn schon am Tag nach der Krönung vertrieben die königstreuen Mainzer Bürger den neu Gekrönten und seinen Erzbischof Siegfried aus der Stadt. Der Papst vermied es zunächst, sich für einen der beiden Könige zu entscheiden. Die folgenden Jahre waren durch eine neutrale Politik Gregors geprägt, der es vermied, für eine Seite Partei zu ergreifen.

#### Zeit der Gegenkönige
Der Papst sprach unter Androhung des Kirchenbanns 1078 erstmals ein allgemeines Verbot der Laieninvestitur aus, das sich vorrangig gegen die bisherige Praktik der Einsetzung der Bischöfe und Äbte durch die weltlichen Herren richtete und darauf abzielte, die Macht des Königs innerhalb der geistlichen Ordnung zu schwächen. Heinrich akzeptierte diese Forderung nicht. – stand sie doch im völligen Widerspruch zum auch unter den salischen Herrschern wachen Konzept der ottonischen Reichsidee, das „keine andere Wahl als die zwischen einer Unterwerfung der Kirche unter das Kaiserreich und einer Sprengung seines ganzes Staatsaufbaus“. kannte – dennoch macht Heinrich das Investiturverbot nicht zum Gegenstand des laufenden Streits über das Verhältnis von Sacerdotium und Imperium und auch für Gregor war es zunächst nur „ein Ziel unter anderen ohne besondere Priorität“. Dennoch führte dies schrittweise dazu, dass die Auseinandersetzung zwischen dem König und dem Papst nun auch zu einem „Investiturstreit“ wurde. Gregor VII. wiederholte und verschärfte auf der Fastensynode von 1080 das Investiturverbot. Bei dieser erneuten Absetzung Heinrichs auf der gleichen Synode, durch die sich der Papst nun klar auf die Seite Rudolfs von Rheinfelden schlug, spielte die Missachtung des Investiturverbots durch den deutschen Herrscher jedoch nur eine geringe Rolle. Viel entscheidender war, dass Heinrich den Papst nach seiner Niederlage in der Schlacht bei Mühlhausen Anfang 1080 dazu aufgefordert hatte, sich gegen Rudolf zu entscheiden, andernfalls werde er einen Gegenpapst proklamieren. Der Aufwind für die Fürstenopposition währte jedoch nicht lange. Die Prophetie Gregors während der festlichen Messe an Ostermontag in St. Peter – Heinrich werde untergehen, sollte er nicht bis zum 1. August Buße getan haben – erfüllte sich nicht. Heinrich reagierte darauf, indem er Gregor auf einer Synode von Brixen Ende Juni 1080 erneut absetzen und Erzbischof Wibert von Ravenna, der sich von nun an Clemens III. (1084–1100) nannte, als Gegenpapst proklamieren ließ. In dem Absetzungsdekret wurde Gregor der Spaltung und der Untergrabung der kirchlichen Ordnung sowie der Unterstützung eines falschen Königs und Eidbrechers bezichtigt. Daneben finden sich jedoch auch einige skurrile Anklagepunkte, wie die Behauptung, dass Gregor als Verantwortlicher hinter der Vergiftung unterschiedlicher Päpste stehe.
In der Schlacht an der Weißen Elster am 15. Oktober 1080 musste Heinrich zwar eine Niederlage erleiden, doch verlor Rudolf von Rheinfelden im Kampf seine rechte Hand und starb wenige Tage später an seinen Verletzungen. Der Verlust der Schwurhand wurde vielfach als Gottesurteil interpretiert, das umso schwerer wog, da sich die Prophetie Gregors nicht erfüllt hatte, sondern mit dem Sieg Heinrichs das klare Gegenteil eingetreten war. Aufgrund dieses Ereignisses brach die Fürstenopposition im Nachgang zur Schlacht binnen kurzer Zeit zusammen. Rudolfs Nachfolger Hermann von Salm, der erst im August 1081 gewählt wurde, da die Fürsten untereinander uneins waren, stellte nie eine ernstliche Bedrohung für Heinrich dar. Der König bemühte sich daher erst darum, Gregor als Gegner auszuschalten, weswegen er im Frühjahr 1081 ein weiteres Mal nach Italien aufbrach. In dieser Phase des Streits hoffte Heinrich noch auf eine Einigung mit dem Pontifex. Im Mai 1081 konnte Heinrich durch die Unterstützung seiner lokalen Verbündeten auf Rom vorstoßen, dessen Einnahme jedoch scheiterte. Auch die erneute Belagerung der ewigen Stadt im Folgejahr und die darauf folgenden Verhandlungen mit der römischen Stadtbevölkerung waren ebenfalls nicht von Erfolg gekrönt. Im Juni 1082 wurde Heinrich von Gregor ein weiteres Mal gebannt. Beim dritten Anlauf im Juni 1083 gelang es Heinrich aber dann schließlich doch, zumindest die Leostadt mit der dortigen Peterskirche einzunehmen. Heinrich begann erneut mit Gregor zu verhandeln, doch die Verhandlungen erwiesen sich als derart schwerfällig und langwierig, dass Heinrich schließlich das Interesse an einer einvernehmlichen Lösung des Konflikts verlor.
Gregors Position verschlechterte sich zusehends, denn auch unter seinen Unterstützern verlor er immer mehr an Rückhalt. Im Frühjahr 1084 rief die kriegsmüde Stadtbevölkerung dann Heinrich in die Stadt, um ein Urteil über Gregor zu sprechen. Auch 13 Kardinäle unter ihrem Wortführer Kardinal Beno von Santi Martino und Silvestro wandten sich von Gregor ab und exkommunizierten ihn schließlich am 24. März 1084 auf einer Synode wegen Majestätsverbrechen. Im Anschluss wurde Wibert von Ravenna zum Papst gewählt und noch am selben Tag als Clemens III. inthronisiert. Gregor flüchtete sich in die Engelsburg, von wo aus er die formelle Wahl und anschließende Inthronisation Wiberts als Clemens III. beobachten konnte. Einen Tag später, an Ostern 1084, krönte Clemens III. Heinrich und seine Gemahlin Bertha von Turin zu Kaiser und Kaiserin. Verspätet erhielt Papst Gregor VII. nun Unterstützung von den in Süditalien herrschenden Normannen unter Robert Guiskard. Heinrich IV. zog sich zurück, doch wurde Rom von den Normannen als geplünderte und verwüstete Stadt zurückgelassen. Das Ausmaß der Verwüstung war derart gewaltig, dass Gregor gezwungen war, sich ins Exil nach Salerno zu begeben. Dort starb er am 25. Mai 1085. Die Reformer vermochten es zunächst nicht, sich auf einen Nachfolger zu verständigen. Erst Ende Mai 1087 einigte man sich auf Abt Desiderius von Montecassino, der den Namen Viktor III. annahm, jedoch bereits 1087, nur einige Monate nach seiner Inthronisierung in St. Peter, verstarb.
Mit dem Tod Gregors und der Installation von Clemens, der zwar einerseits reformfreundlich war, gleichzeitig aber die königlichen bzw. kaiserlichen Privilegien nicht antastete, war Heinrich auf dem Höhepunkt seiner Macht im Reich angelangt. Obwohl „[d]as Reformpapsttum in der von Gregor verwirklichten Form […] dem Untergang nahe [war]“. und das Selbstverständnis der Reformer im völligen Gegensatz zur Realität stand, waren die Reformer um Gregor im Grunde nicht völlig gescheitert, denn in Frankreich, im christlichen Spanien und auch in England war es gelungen, die Machtposition der Kirche erheblich auszubauen. Gregor hatte der Kirchenreform eine ganz neue Orientierung gegeben, an der sich auch nach Gregors Tod nichts ändern sollte. Der Kampf gegen den Nikolaitismus und die Simonie trat in den Hintergrund und der Inhalt der Reform verengte sich auf die Frage nach der Einsetzung der Bischöfe und Äbte. Damit begann eine Phase, die man als Investiturstreit im eigentlichen Sinne bezeichnen kann.

### Der Investiturstreit nach dem Tod Gregor VII. bis zur Beilegung in Worms

#### Weiterer Verlauf des Investiturstreits bis zum Tod Heinrichs IV.
Einige Monate nach Viktors Tod folgte ihm Odo von Ostia, ein Franzose vornehmer Herkunft, der vor seiner Zeit als Kardinalbischof von Ostia Prior in Cluny gewesen war, als Urban II. (1089–1099) auf die cathedra petri. Unter ihm wuchs die Macht des Papsttums gegenüber dem Reich wieder an. Bereits im Sommer des Jahres 1089 gelang Urban die Einnahme Roms und die Vertreibung des Clemens. Durch ein von ihm eingefädeltes Ehebündnis zwischen der Gräfin Mathilde von Tuzien und dem erst 17-jährigen Welf V. gelang es Urban, Heinrich den Weg Richtung Rom zu versperren. Zunächst schien es, als könne Heinrich seine Feinde überwinden, waren sie ihm doch in militärischer Hinsicht klar unterlegen., doch dann erlitt er bei der Burg Canossa, vor deren Toren er 15 Jahre zuvor als reuiger Büßer erschienen war, eine empfindliche Niederlage. Die nach Eigenständigkeit strebenden Städte Lodi, Mailand, Cremona und Piacenza erkannten darin eine Möglichkeit die verhasste Herrschaft der Salier abzuschütteln und schlossen aufgrund dessen ein antikaiserliches Bündnis, wodurch Heinrichs Position eine starke Schwächung erfuhr.
Doch Heinrichs Lage sollte sich noch weiter zuspitzen. Im Jahr nach der Niederlage bei Canossa, begann sein ältester Sohn Konrad – der 1087 zum Mitkönig gekrönt worden war – eine Rebellion gegen seinen Vater. Noch im selben Jahr ließ er sich mit der Unterstützung des päpstlichen Lagers in Mailand zum König krönen. Damit verlor Heinrich völlig die Initiative, wohingegen Urban II. seine Macht stetig ausbauen konnte. Im Frühjahr 1095 wurde in Piacenza im Beisein des Papstes eine Kirchenversammlung abgehalten, „die sämtliche Weihen, die der kaiserliche Papst erteilt hatte, für ungültig erklärte“. Noch aufsehenerregender war jedoch, dass Urban Heinrichs zweite Gemahlin Adelheid., die aufgrund des Verdachts der Untreue von ihrem Ehemann wie eine Gefangene behandelt worden war, bis ihr 1094 das Entkommen in die Freiheit gelang., auf der päpstliche Synode vorsprechen ließ. Sie brachte geradezu monströse Anschuldigungen gegenüber ihrem Mann vor, die ihn in moralischer und persönlicher Hinsicht diskreditieren sollten, um somit die nötige Grundlage für eine weitere Exkommunikation zu schaffen. Vor den Augen der Kirchenmänner beschuldigte sie ihn, sie durch mehrfach erzwungenen Ehebruch schwer misshandelt zu haben. Auf der Synode war auch eine rhomäische Gesandtschaft anwesend, die beim Papst um Militärhilfe gegen die Seldschuken erbat, denen es in den vorangegangenen Jahrzehnten gelungen war, tief nach Kleinasien vorzudringen.
Die demütigende Unterwerfungsgeste, die Konrad bei seinem Aufeinandertreffen mit dem Papst vollführte, zeigt, dass Urban in dem jungen Königssohn einen treuen Verbündeten gefunden hatte. Durch Heiratsvermittlungen mit den Normannen gelang es Urban darüber hinaus, Konrad noch stärker an ihn zu binden. Doch der langfristige Erfolg dieser Politik blieb aus. Konrad vermochte es nicht, sich in Italien oder Deutschland durchzusetzen, weswegen er schon bald an Bedeutung verlieren sollte. 1095 wandte sich Urban anderen Belangen zu. In Clermont inszenierte er sich mit einem Aufruf zum bewaffneten Pilgerzug gegen das Heidenvolk als Vorkämpfer der Christenheit, „während der Kaiser keine Rolle mehr zu spielen schien“. Daneben demonstrierte Urban seine Macht gegenüber dem französischen König Philipp I. (1060–1108), indem er den Bannfluch bestätigte, der im Vorjahr von Hugo von Lyon aufgrund des Verstoßens seiner ersten Frau Bertha und der Entführung und Heirat der Ehefrau des Grafen Fulco von Anjou – Bertrada von Montfort – über ihn verhängt worden war. Daneben erließ die Synode ein umfangreiches Investiturverbot, das es Klerikern untersagte, die Investitur aus der Hand von Königen oder anderen Laien anzunehmen oder den ligischen Treueid (ligia fidelitas) an sie zu leisten. Diesem Huldigungsverbot sollte beim englischen Investiturstreit eine ganz entscheidende Rolle zukommen. Außerdem wurde es auch den Fürsten und Königen verboten, Kleriker zu investieren.

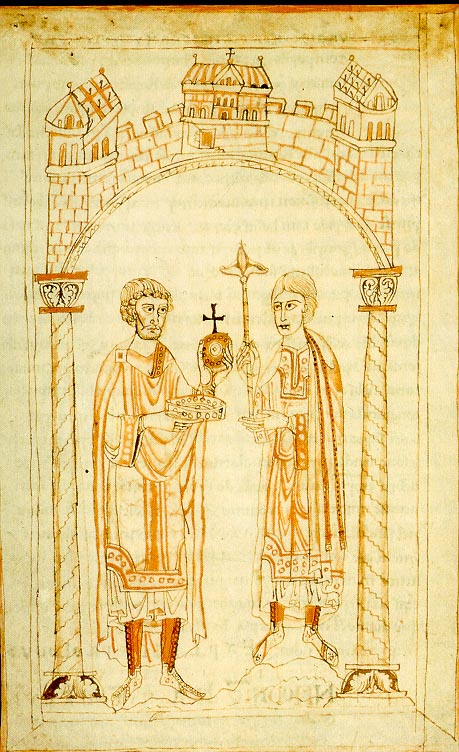
Kaiser Heinrich IV. übergibt seinem Sohn Heinrich V. die kaiserlichen Insignien. Die Federzeichnung zeigt entgegen den historischen Tatsachen den idealen Verlauf der persönlichen und einvernehmlichen Übergabe der Kleinodien vom Vater auf den Sohn.; Weltchronik des Ekkehard von Aura, um 1106, Staatsbibliothek Berlin, Stiftung Preußischer Kulturbesitz: Cod. Lat. 295, fol. 99r.

Das Jahr 1095 brachte für Heinrich die lange erhoffte Wende in seiner Auseinandersetzung mit Urban. Welf V. trennte sich von Mathilde und Heinrich konnte 1096 durch die Zuerkennung der bairischen Herzogswürde an Welf IV. eine Aussöhnung mit diesem und damit seine Rückkehr nach Deutschland im Frühjahr 1097 erwirken. Auch mit seinen anderen Feinden im Reich gelang ihm ein Kompromiss. Im Mai 1099 wandte er sich wieder seinem Sohn Konrad zu. Auf einem Hoftag in Mainz ließ er ihm wegen seines Verrats das Königtum und sein Erbe aberkennen. Er sollte schließlich 1101 bedeutungslos und ohne Macht und Einfluss in Florenz sterben. Stattdessen ließ er seinen erst 12 Jahre alten Sohn Heinrich zum König wählen und am Dreikönigstag 1099 in Aachen zum Mitkönig krönen. Zuvor hatte dieser schwören müssen, sich zu Lebzeiten seines Vaters aus den Regierungsgeschäften herauszuhalten. Am 29. Juli – zwei Wochen nach der Einnahme Jerusalems durch das Kreuzheer – starb Urban II. in Rom. Sein Nachfolger wurde Kardinalspriester Rainer von S. Clemente (1099–1118), der am 14. August 1099 in der Peterskirche als Paschalis II. inthronisiert wurde. Ein günstiger Umstand bald nach Beginn seiner Amtszeit war, dass das Schisma im September 1100 durch den Tod Clemens’ sein Ende fand. Paschalis II. exkommunizierte Heinrich 1102 schließlich ein weiteres Mal. Argumentative Grundlage dieses Bannfluchs war das Nichteinhalten des Investiturverbots durch den Salier, in dem der Papst die Ursache von Simonie erkannte. Mit einer Wallfahrt nach Jerusalem, sowie der Verkündigung eines reichsweiten Gottesfriedens – zum Beweis seiner Frömmigkeit – versuchte Heinrich den Bann von sich lösen, was jedoch aufgrund der mangelnden Kompromissbereitschaft Paschalis’ nicht gelang. Sein Sohn Heinrich V., der vom Papst unterstützt wurde., nahm seinen Vater im Jahr 1105 gefangen. und zwang ihn zur Abdankung. Das vorrangige Motiv für diese Tat dürfte Heinrichs Herrschsucht gewesen sein., wobei er sich jedoch stets als frommer Christ gab, der „eigentlich gar nicht gegen den Vater agiere, sondern um dessen Aussöhnung mit der Kirche besorgt sei“. Es gelang Heinrich IV. aber, aus Ingelheim nach Köln zu entkommen und in Lüttich Zuflucht zu finden. Herzog Heinrich I. von Niederlothringen, Graf Gottfried von Namur und Bischof Otbert von Lüttich hielten treu zu ihm. Ein Krieg schien unvermeidlich, da starb Heinrich IV. recht unvermittelt am 7. August 1106 in Lüttich.

#### Der Investiturstreit unter Heinrich V.
Indem Heinrich „demonstrativ [...] das Recht der Investitur von Bischöfen mit Ring und Stab wahr[nahm]“., knüpfte er diesbezüglich an die Position des Vaters an und begab sich damit auf Konfrontationskurs mit dem Papst, der bereits im Frühjahr 1106 auf einer Synode in Guastella nahe Parma, auf der er erneut die Laieninvestitur verurteilte, die Gegensätzlichkeit der beiden Positionen verdeutlichte. In Frankreich kam es 1107 zu einer Einigung in Fragen der Investitur, die dort im Gegensatz zum Reich niemals in einen echten Investiturstreit ausgeartet war. Philipp verzichtete in der Übereinkunft – den Wünschen des Papsttums folgend – auf die Investitur mit Ring und Stab sowie auf den Handgang der Bischöfe. Letztere Geste wurde durch einen Treueid ersetzt, was zwar von den Reformpäpsten ebenfalls als Überschreitung der königlichen Kompetenzen aufgefasst, schlussendlich aber dann doch geduldet wurde, da sie die Kapetinger als Verbündete gegen die Salier benötigten.
Auch der englische Investiturstreit wurde um diese Zeit herum beigelegt. Bereits seit 1066 hatte dort ein Interessenkonflikt zwischen der englischen Krone und dem Papsttum bestanden, der sich jedoch erst unter den Nachfolgern Wilhelms I. vollends entfalten sollte. Zwar hatten die Normannen England unter dem Petersbanner erobert, doch die Rolloniden weigerten sich lange beständig, England als päpstliches Lehen zu nehmen. Die Normannen behielten jene enge Bindung der Kirche an den Thron, wie sie bereits in angelsächsischer Zeit bestanden hatte, bei und bauten sie sogar weiter aus, was in Rom zu erheblichen Verstimmungen führte. Versuche von einzelnen englischen Klerikern, den Einfluss des Königs auf die Kirche zu Gunsten einer stärkeren Bindung an die römische Kurie zu mindern, wurden streng sanktioniert. Besonders unter dem Erzbischof Anselm von Canterbury erlebte der Streit einen Höhepunkt, da dieser sich unter Verweis auf das von Urban II. ausgeweitete Verbot der Laieninvestitur einer Unterwerfung Heinrichs I. durch ein Treuegelöbnis verweigert hatte. Später wurde der Konflikt durch einen Kompromiss gelöst. Heinrich I. verzichtete fortan auf das Investiturrecht, wofür Rom im Gegenzug die Lehenshuldigung der Bischöfe an den König duldete. Im Sommer 1107 stimmte der königliche Hoftag der Übereinkunft des Päpstlicher Stuhls mit dem König zu, womit der englische Investiturstreit sein Ende fand.
Im Heiligen Römischen Reich schwelte der Konflikt hingegen weiter. Die Hoffnung von Paschalis, Heinrich würde ebenso wie der französische König schon bald klein bei geben, erfüllte sich nicht. Im Jahr 1111 zog König Heinrich V. mit 30.000 Mann nach Italien. In einer Übereinkunft mit dem Papst versprach Heinrich, in Zukunft auf die Anstoß erregende Investitur der Bischöfe mit Ring und Stab zu verzichten. Im Gegenzug sollte der Kaiser alle Regalien von den Bischöfen zurückerhalten, die sie von der Krone erhalten hatten; Grafschaften, Herzogtümer, Königshöfe mit ihrem Zubehör, Markgrafschaften, Münzrechte, Reichsburgen, Reichsvogteien, Städte, Zehntrechte, Zollrechte. Die gefundene Lösung war einfach wie radikal. Die geistliche Macht – seit Jahrhunderten eine elementare Stütze der Königsherrschaft – „sollte ihre ‘Verstrickung‘ in weltliche Angelegenheiten, d. h. ihre vielfältigen Aufgaben im Dienste des Königs, beenden und sich auf ihre geistlichen Aufgaben konzentrieren“. Die geistlichen Herren, wie auch die Weltlichen entrüsteten sich unverzüglich über diese Übereinkunft. Die geistlichen Herren fürchteten den Verlust ihres Einflusses, ihres Lebensstandards und ihrer Macht und die weltlichen Herren befürchteten, im Schatten einer übermächtigen salische Macht einzugehen. Von allen Seiten bedrängt widerrief der Papst sein eigenes Dekret, woraufhin er von Heinrich in Haft genommen wurde.
Der Papst musste daraufhin am 11. April 1111 den Vertrag von Ponte Mammolo mit dem König schließen, um seine Freiheit zurückzuerlangen. Gemäß dem Vertrag habe die Wahl der Bischöfe und Äbte in Zukunft frei, aber mit Genehmigung des Königs zu erfolgen. Daran anschließend sollte dann die Investitur durch den König mit Ring und Stab erfolgen. Darüber hinaus drohte der Papst all jenen, die sich anmaßten dieses Privileg des Kaisers infrage zu stellen, mit der Exkommunikation. Der Papst erklärte sich bereit, Heinrich zum Kaiser zu krönen, was am 13. April auch geschah. Außerdem versprach er, Heinrich für seine Gewalttaten nicht zu bannen. Im Gegenzug verpflichtete sich der König, die Gefangenen freizulassen und zur Treue und Gehorsam gegenüber dem Papst, allerdings nur, soweit dies im Einklang mit den Rechten des Reiches sei. Der Vertrag wurde sofort heftig kritisiert und von den Reformern überwiegend entschieden abgelehnt. Bereits kurz nach dem Ausstellen des „Schandbriefs“ exkommunizierte Erzbischof Guido von Vienne, der spätere Papst Calixt II., den Kaiser. 1118 starb Papst Paschalis und Heinrich stellte seinem Nachfolger Gelasius II. (1118–1119) den aus Spanien stammenden Mauritius von Braga – nunmehr Gregor VIII. († 1137) genannt – als Gegenpapst entgegen, dessen Einfluss jedoch gering bleiben sollte. 1121 wurden seine Widersacher seiner habhaft, entehrten und enthoben ihn seines Amtes und beförderten ihn ins Kloster La Cava, wo er bis zu seinem Tod als Gefangener lebte. Unter Calixt II. (1119–1124) zeigte sich das Papsttum wieder verhandlungsbereit. Unmittelbar nach seinem Amtsantritt verfasste der gerade erst inthronisierte Papst einen Brief an den römischen Kaiser, in dem er seine Ansichten in Bezug auf die Rolle des Papsttums und des Kaisertums näher darlegte. Das päpstliche Schreiben kulminierte in einem Abschnitt, in dem es hieß: „Die Kirche möge empfangen, was Christus zusteht, der Kaiser soll haben, was ihm gebührt. Jede Seite sei mit dem zufrieden, was ihr zusteht“. Dies bedeutete im Grunde eine Abkehr von der von Gregor VII. propagierten Rollenverteilung von Papsttum und Kaisertum.

### Lösung und Beilegung des Streits
Später ging der Papst dann aber wieder auf Konfrontationskurs mit dem Kaiser, wobei er eine Doppelstrategie verfolgte. Einerseits bemühte er sich durch das Entsenden von Gesandtschaften darum den Streit beizulegen, andererseits hielt er aber auch die Verbindung zu den Häuptern der Bischofsopposition gegen Heinrich aufrecht und verurteilte im Juni 1119 die Laieninvestitur auf einer Synode in Toulouse. Ab September 1119 verhandelte der Kaiser mit den Unterhändlern des Papstes in Straßburg. Die Verhandlungen, in denen die Päpstlichen dem Kaiser versicherten, „dass ihm alle Leistungen, die aus dem Reichsrecht resultierten, auch ohne Investitur zustünden“, verzichtete der Kaiser auf die Investitur, was Hoffnungen nährte, dass der Streit bald beigelegt werden könne. In den Nachverhandlungen erfuhren die Gespräche dann aber einen herben Rückschlag. Konkret entzündete sich der Streit erneut an der Frage um den genauen Umfang des von den päpstlichen Verlangten Investiturverzichts und der Frage, welche Kirchengüter genau im Falle einer Einigung zu restituieren seien. Nach den gescheiterten Verhandlungen versuchte der Papst seine Forderungen auf einer zeitgleich zu den Unterredungen tagenden Synode in Reims durch ein vollständiges Investiturverbot zu bekräftigen, scheiterte mit seinen Forderungen jedoch am Widerstand der bei der Synode anwesenden Bischöfe. Daraufhin Beschränkte sich Calixt II. auf die Verdammung der Vergabe von Bistümern und Abteien durch den höchsten weltlichen Herrn. Anschließend wurden Heinrich V. und der Gegenpapst Gregor erneut exkommuniziert.
Im Nachgang zu der Synode von Reims versuchte der Kaiser zunächst, seine Feinde militärisch zu besiegen. Als sich dann jedoch eine erneute Eskalation des Bürgerkriegs im Reich abzuzeichnen begann, erklärte sich Heinrich schließlich doch dazu bereit, zusammen mit den Großen des Reichs eine diplomatische Lösung zu finden. Das Ergebnis dieser Verhandlungen war, dass Heinrich von den Fürsten auferlegt wurde, den über ihn verhängten Bann zu lösen einen Frieden mit dem Papst zu erwirken. In der Frage der Investitur „wollten die Fürsten für die Wahrung der Ehre des Reiches eintreten“. Von nun an traten „[D]ie Fürsten [...] deutlich als Repräsentanten des Reiches an die Seite des Kaisers und stellten die Reichsrechte als übergeordnete Kategorie für das Denken und Handeln des Herrschers in den Mittelpunkt“.
Anfang Sommer 1122 entsandte Calixt II. auf Anregung des Kaisers drei, mit zahlreichen Vollmachten ausgestattete Unterhändler nach Deutschland. In langwierigen Verhandlungen gelang dem Kaiser die Durchsetzung seiner wichtigsten Forderung – offenbar mit Hilfe der Fürsten. Am 23. September 1122 kam es im Pactum Calixtinum sive Heinricianum, seit dem Ende des 17. Jahrhunderts auch Wormser Konkordat genannt, schließlich zu einer Einigung. Kaiser Heinrich V. akzeptierte den Anspruch der Kirche auf das Recht der Einsetzung der Bischöfe und verzichtete auf die Investitur mit Ring und Stab. Des Weiteren gewährte er allen Diözesen die Wahlfreiheit bei der Investitur sowie die Rückgabe von Gütern, die während den vorangegangenen Konflikten der geistlichen Macht abhandengekommen waren. Im Gegenzug räumte Papst Calixt II. dem Kaiser ein, dass die Wahl der deutschen Bischöfe und Äbte im Reich in Gegenwart des Königs verhandelt werden dürfe. Zudem sollte der Gewählte mit den Regalien, die mit seinem geistlichen Amt verbunden waren, vom Kaiser durch das Zepter belehnt werden. Hierdurch entstand ein Lehnsverhältnis zwischen dem König und den Bischöfen, das jenem zwischen dem König und den Fürsten glich. Dem König wurde zudem bei zwiespältigen Wahlen das Entscheidungsrecht über die Wahl eingeräumt, was im Einzelnen „Möglichkeiten intensiver Einflußnahme [eröffnete]“. Der gefundene Kompromiss war jedenfalls keinesfalls eindeutig, sondern ließ viel Raum für die unterschiedlichsten Interpretationen. So blieb beispielsweise unklar, ob die gefundenen Regelungen lediglich an Heinrich V. gebunden seien, oder auch seine Nachfolger. Trotz dieser Tatsache und obwohl die meisten Chronisten des 12. Jahrhunderts dem Ereignis wenig bis keine Aufmerksamkeit geschenkt haben, wird das sogenannte Wormser Konkordat meist als das Ende des Investiturstreits aufgefasst. Der Abschluss der Verhandlungen fand aufgrund der großen Zahl der anwesenden Personen im Freien statt. Neben der öffentlichen Verlesung fand hier auch die Gewährung der Generalabsolution für all jene statt, die sich bei dem Schisma auf die Seite des Kaisers geschlagen hatten. Im März 1123 wurde der gefundene Kompromiss auf einer im Lateran tagenden Generalsynode bestätigt.

## Folgen
Durch die Beilegung des Streits mit dem Papsttum und die Heinrich gewährte Absolution entspannte sich die innenpolitische Lage des Reichs wesentlich. Dennoch war das Reichskirchensystem von da an im Wesentlichen zertrümmert. Dies lag nicht nur an dem gefundenen Kompromiss. Unter der krisenbelasteten Herrschaft Heinrichs IV. war die Institution der Hofkapelle weitestgehend zerfallen, was dem Kaiser die Möglichkeit des Rückgriffs auf kaisertreue Bischöfe nahm. Gleichzeitig gewannen auch die Großen des Reichs – weniger das Papsttum – zu Ungunsten des Königs immer mehr Kontrolle über die Domkapitel. Diese angewachsene Macht der Fürsten zeigte sich auch an der Königswahlen Lothars III. im Jahr 1125 und Konrads III. dreizehn Jahre später, in der die Großen des Reichs „ihre Ansprüche durchsetzen und sich über Designationen und dynastische Anbindungen hinwegsetzen konnten“. Die sakrale Aura des deutschen Kaisertums war durch den Streit schwer erschüttert worden, was sich insbesondere in einem gewandelten Verständnis von diesem zeigt. So weist Werner Goez darauf hin, dass es im Gegensatz zu späteren Zeiten vor der Spätphase des Investiturstreits keiner Zeugenreihe oder gar einer Bestätigung durch Dritte bedurfte, um die Rechtsgültigkeit der Herrscherdiplomen zu garantieren, was als „ein deutliches Symptom für das geminderte Ansehen der Krone und die veränderte Stellung der Fürsten im Reich“ betrachtet werden müsse.